# La Nocturna (telenovela colombiana)
La Nocturna es una telenovela colombiana producida por Juan Carlos Villamizar para Caracol Televisión, que se estrenó el 24 de mayo de 2017. Bajo la idea original de Ana María Parra, su primera temporada estuvo protagonizada por Marcela Carvajal, Jorge Enrique Abello, Carolina Acevedo, Jimena Durán, José Daniel Cristancho, Ernesto Ballén, Yuri Vargas, Jimmy Vásquez, Manuel Prieto, Carlos Manuel Vesga, y la primera actriz Consuelo Luzardo.
El 15 de septiembre de 2019, se confirmó por medio del programa La Red que la telenovela había sido renovada para una segunda temporada, y que entre sus actores principales estarían Juan Pablo Llano, Brian Moreno, César Mora, Michell Orozco, Eileen Moreno, entre otros. También se cuenta nuevamente con la participación de Marcela Carvajal y Jorge Enrique Abello, quienes retoman sus papeles originales.
La serie finalizó el 4 de mayo de 2020.

## Trama

### Primera temporada: Los sueños nunca duermen
"La Nocturna" es una historia llena de dramas y emociones inspirada en las historias de millones de estudiantes en el mundo que recurren a la educación nocturna como única manera de salir adelante. Ellos estarán representados por Amelia, Muriel, Luis Herney, Faber, Ingrid, Germán, Alejandro y Doña Pilar, quienes estudian una carrera técnica en la Universidad Graham, con la ilusión de cumplir el sueño de obtener un título académico que les abra las puertas en el mercado laboral para mejorar su calidad de vida. Estos ocho personajes encontrarán un sinnúmero de obstáculos, personales y profesionales, que pondrán a prueba su capacidad de salir adelante en medio de compromisos familiares, laborales y obligaciones económicas que deberán superar si quieren convertirse en futuros administradores de empresas.
Amelia, madre y esposa; Muriel, una exsecretaria; Luis Herney, exconvicto que trabaja en un taller; Germán, un chico campesino recién llegado a la ciudad; Faber e Ingrid, dos tolimenses cocineros que sueñan con crear su propio restaurante y Doña Pilar, una mujer de casi 70 años. Se reunirán cada noche en un aula con la convicción de que nunca es demasiado tarde para empezar de nuevo.

### Segunda temporada: Contigo aprendí
Un nuevo ciclo escolar empieza en la Graham y, con él, se abren las puertas a una nueva facultad dentro de la institución: la de Derecho. En un país convulsionado política y socialmente, un grupo de personas de diferentes edades y recursos económicos se involucrarán en el sueño de estudiar para mejorar la realidad en la que viven, como única alternativa para cumplir sus ideales.
Margarita, una mujer separada con un hijo adolescente; Karen, una joven de orígenes muy humildes que busca saber la verdad detrás de la desaparición de su hermano mayor; Édgar, un futbolista retirado; Alberto, un guardaespaldas; Valery, migrante venezolana que desea rehacer su vida y salir adelante lejos del lugar donde creció; Cristian, un vago despreocupado que, pese a no ser millonario, lo ha tenido todo en la vida; y Mariano, un hombre mayor que lucha contra el ineficiente sistema de salud nacional. Todos y cada uno de ellos, con una historia diferente y fascinante, se encargarán de demostrar que, a pesar de las barreras, no es imposible trabajar por construir una sociedad justa.

## Reparto

### Reparto principal
| Actor                  | Personaje                           | Temporada  | Temporada |
| Actor                  | Personaje                           | 1          | 2         |
| ---------------------- | ----------------------------------- | ---------- | --------- |
| Marcela Carvajal       | Esther Cavallier Brandt             | Principal  | Principal |
| Jorge Enrique Abello   | Mario Quiñonez Purcell              | Principal  | Principal |
| Consuelo Luzardo       | Doña Pilar Quesada vda. de Linares  | Principal  |           |
| Carolina Acevedo       | Amelia Ruiz Meluna                  | Principal  |           |
| Yuri Vargas            | Ingrid Acevedo                      | Principal  |           |
| Jimmy Vásquez          | Faber Salazar                       | Principal  |           |
| Luis Mesa              | Octavio Salgar                      | Principal  |           |
| Carlos Manuel Vesga    | José Hernando Osorio                | Principal  |           |
| Jimena Durán           | Muriel Cáceres                      | Principal  |           |
| Ernesto Ballén         | Germán Jiménez Morales              | Principal  |           |
| Manuel Prieto          | Alejandro Dangond / Rosaura Miranda | Principal  |           |
| José Daniel Cristancho | Luis Herney Buitrago                | Principal  |           |
| Viviana Pulido Santos  | Victoria "Vicky" Rodríguez          | Principal  |           |
| Sebastián Vega         | Enrique "Kike" Posada               | Principal  |           |
| Antonio Gil            | Ernesto Martínez                    | Invitado   |           |
| Liliana González       | Luz Dary                            | Recurrente | Principal |
| John Alex Toro         | Willington Espinoza                 |            | Principal |
| César Mora             | Mariano Garzón                      |            | Principal |
| Víctor Hugo Morant     | Dr. Víctor Hugo Loaiza              |            | Principal |
| Ángela Piedrahíta      | Greici Domínguez                    |            | Principal |
| Rosmeri Marval         | Valery Rosero                       |            | Principal |
| Brian Moreno           | Cristian Mora                       |            | Principal |
| Eileen Moreno          | Zaida Tacha                         |            | Principal |
| Martín Karpan          | José María Collante                 |            | Principal |
| Juan Pablo Llano       | Alberto Cruz                        |            | Principal |
| Marianne Schaller      | Margarita Loaiza                    |            | Principal |
| Jaisson Jeack          | Édgar "El Tanque" Durán             |            | Principal |
| Michell Orozco         | Karen Tacha                         |            | Principal |

### Reparto recurrente
| Actor           | Personaje        | Temporada  | Temporada  |
| Actor           | Personaje        | 1          | 2          |
| --------------- | ---------------- | ---------- | ---------- |
| Javier Ramírez  | Raúl Saldarriaga | Recurrente | Recurrente |
| Mario Ruiz      | Alirio Jiménez   | Recurrente | Recurrente |
| Paula Barreto   | Claudia López    | Recurrente | Recurrente |
| Juliette Pardau | Lucy             | Recurrente | Recurrente |

## Recepción y crítica
El primer episodio de la telenovela promedió un total de 7,5 millones de espectadores, obteniendo así el quinto lugar como el programa menos visto en Colombia. A pesar de haber obtenido un promedio más bajo de lo esperado de la telenovela, a lo largo de los meses logró mejorar su promedio. El episodio final obtuvo un total de 12.0 millones de espectadores, convirtiéndose así en el programa más visto el 31 de octubre de 2017, y ocupando el primer lugar en las producciones de Caracol Televisión y en todo el país.
El portal "Entretengo", lo describió como "lo mejor de 2017", después de confirmar una segunda temporada, el portal destacó que no era necesario hacer otra temporada, lo que indica que "las segundas partes nunca han sido buenas".

## Premios  y nominaciones

### Premios TVyNovelas 2017
| Categoría                              | Nominado         | Resultado |
| -------------------------------------- | ---------------- | --------- |
| Mejor telenovela                       | Mejor telenovela | Nominada  |
| Mejor actriz protagónica de telenovela | Yuri Vargas      | Nominada  |
| Mejor actor protagónico de telenovela  | Ernesto Ballén   | Nominado  |
| Mejor actor protagónico de telenovela  | Jimmy Vásquez    | Nominado  |
| Mejor actriz de reparto de telenovela  | Consuelo Luzardo | Nominada  |

### Premios India Catalina 2018
| Categoría                                   | Nominado                         | Resultado |
| ------------------------------------------- | -------------------------------- | --------- |
| Mejor telenovela o serie                    | Mejor telenovela o serie         | Nominada  |
| Mejor dirección                             | Andrés Marroquín y Germán Porras | Nominados |
| Mejor actriz protagónica                    | Yuri Vargas                      | Nominada  |
| Mejor actor protagónico                     | Jimmy Vásquez                    | Ganador   |
| Mejor actriz de reparto                     | Consuelo Luzardo                 | Nominada  |
| Mejor actor de reparto                      | Ernesto Ballén                   | Nominado  |
| Mejor libreto (original o adaptación)       | Ana María Parra y Diego Vivanco  | Nominados |
| Mejor talento infantil (categoría especial) | Carlos Andrés Ramírez            | Nominado  |

### Premios Chip TV 2018
| Categoría                                  | Nominado                           | Resultado |
| ------------------------------------------ | ---------------------------------- | --------- |
| Mejor telenovela                           | Mejor telenovela                   | Ganadora  |
| Actriz protagonista de telenovela          | Yuri Vargas                        | Ganadora  |
| Actriz protagonista de telenovela          | Marcela Carvajal                   | Nominada  |
| Actriz protagonista de telenovela          | Carolina Acevedo                   | Nominada  |
| Actor protagonista de telenovela           | Jorge Enrique Abello               | Ganador   |
| Actor protagonista de telenovela           | Jimmy Vásquez                      | Nominado  |
| Actriz antagonista de telenovela           | Ana Soler                          | Nominada  |
| Actor antagonista de telenovela            | Javier Ramírez                     | Ganador   |
| Actriz de reparto de telenovela            | Liliana González                   | Nominada  |
| Actriz de reparto de telenovela            | Marcela Valencia                   | Nominada  |
| Actor de reparto de telenovela             | Sebastián Vega                     | Ganador   |
| Actor de reparto de telenovela             | Manuel Prieto                      | Nominado  |
| Actriz revelación de telenovela            | Kristal                            | Nominada  |
| Actor revelación de telenovela             | Ernesto Ballén                     | Nominado  |
| Actor revelación de telenovela             | Antonio Gil                        | Nominado  |
| Actriz/actor juvenil de telenovela o serie | Carlos Andrés Ramírez              | Ganador   |
| Mejor director de telenovela o serie       | Andrés Marroquín y Germán Porras   | Nominados |
| Mejor libretista de telenovela o serie     | Ana María Parra y Diego Vivanco    | Nominados |
| Mejor productor de telenovela o serie      | Juan Carlos Villamizar             | Nominado  |
| Mejor tema musical de telenovela o serie   | La estrategia por Cali & El Dandee | Ganador   |

### Premios PRODU 2020
| Categoría                      | Nominados                            | Resultados |
| ------------------------------ | ------------------------------------ | ---------- |
| Mejor tema musical de programa | «La estrategia» por Cali & El Dandee | Ganadores  |